# Fueros de Benavente
Los Fueros de Benavente son el conjunto de disposiciones dictadas en 1164 por el rey leonés Fernando II para la creación de la población de Benavente. Esta Carta Puebla tiene una segunda redacción en el año 1167, también conocido como Fuero de Malgrad para corregir excesos que comete parte de la población. Se deriva del Fuero de León, e influyó en un territorio comprendido en las actuales Asturias y Galicia, como origen de muchos otros fueros.

## Antecedentes

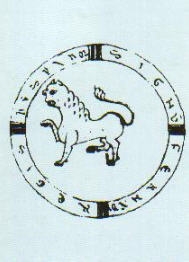
Sello de Fernando II de León.

El 28 de julio de 1017, el rey Alfonso V promulgó con su curia reunida en León una serie de capítulos o decretos regulando el gobierno del reino y la condición de las personas. Estos decretos, revisados y ampliados en el mismo año, o en el 1020, contienen las primeras leyes territoriales de los reinos de la península ibérica en el medievo y han sido tradicionalmente identificados con el Fuero de León. El Fuero de León aparece en cambio como resultado de un proceso más complejo. Durante esa misma centuria se concedieron a la ciudad una serie de privilegios y fueros de muy diversa naturaleza, textos que fueron sometidos a una primera refundición, a la que siguen otras cuatro que completan o modifican las anteriores. El Fuero de León es copiado y adaptado por diversas localidades de la región. Aproximadamente entre 1130 y 1169 lo reciben Villavicencio, Pajares, Castrocalbón, Benavente y Rabanal.[cita requerida]

## Descripción
Los Fueros de Benavente fueron concedidos por Fernando II de León en 1164 y 1167, cuya influencia se hará notar en Asturias y los territorios de la actual Galicia. Hay dos redacciones: el primero firmado en 1164 que marca características propias de los núcleos repoblados; y el otro en 1167. Su contenido es muy similar al Fuero de León ya que proviene de él. Su finalidad principal era la de otorgar privilegios a los ciudadanos que se asentaran en esas tierras para repoblar el norte de la península.
El fuero de septiembre de 1164 no se conserva, si bien existen referencias directas al mismo y al interés del rey de crear una población a partir del alcázar de Malgrad. En este documento establece las condiciones de población de los nuevos habitantes así como la concesión de un alfoz, o territorio circundante.
En 1167 se decreta otro fuero, también llamado Fuero de Malgrad, que incluye parte del anterior, para acabar con los "disturbadores", según los llama Fernando II. Este fuero se conserva, o al menos una copia, si bien hay discrepancias entre autores como García-Gallo y Guerrero, sosteniendo el primero que el documento no sólo no es el original redactado por la corte de Fernando II, sino que no es ni una copia fidedigna del mismo.